# فيتيغرا
فيتيغرا (بالروسية: Вытегра) هي إحدى مدن روسيا في الكيان الفدرالي الروسي فولوغدا أوبلاست.